# Herb Chocza

Herb gminy Chocz przed 19 marca 2014 roku

Herb Chocza – jeden z symboli miasta Chocz i gminy Chocz w postaci herbu.

## Wygląd i symbolika
Herb przedstawia w polu błękitnym trzy ryby srebrne, ułożone w rosochę.

## Historia
Do roku 2015 gmina Chocz posiadała herb z trzema rybimi pyskami ułożonymi w rosochę, po odzyskaniu praw miejskich, zarówno Chocz jak i gmina zaczęły posługiwać się nowym herbem (z wizerunkiem całych ryb) ustanowionym przez Radę Gminy 19 marca 2014 roku.